# Kaylee DeFer

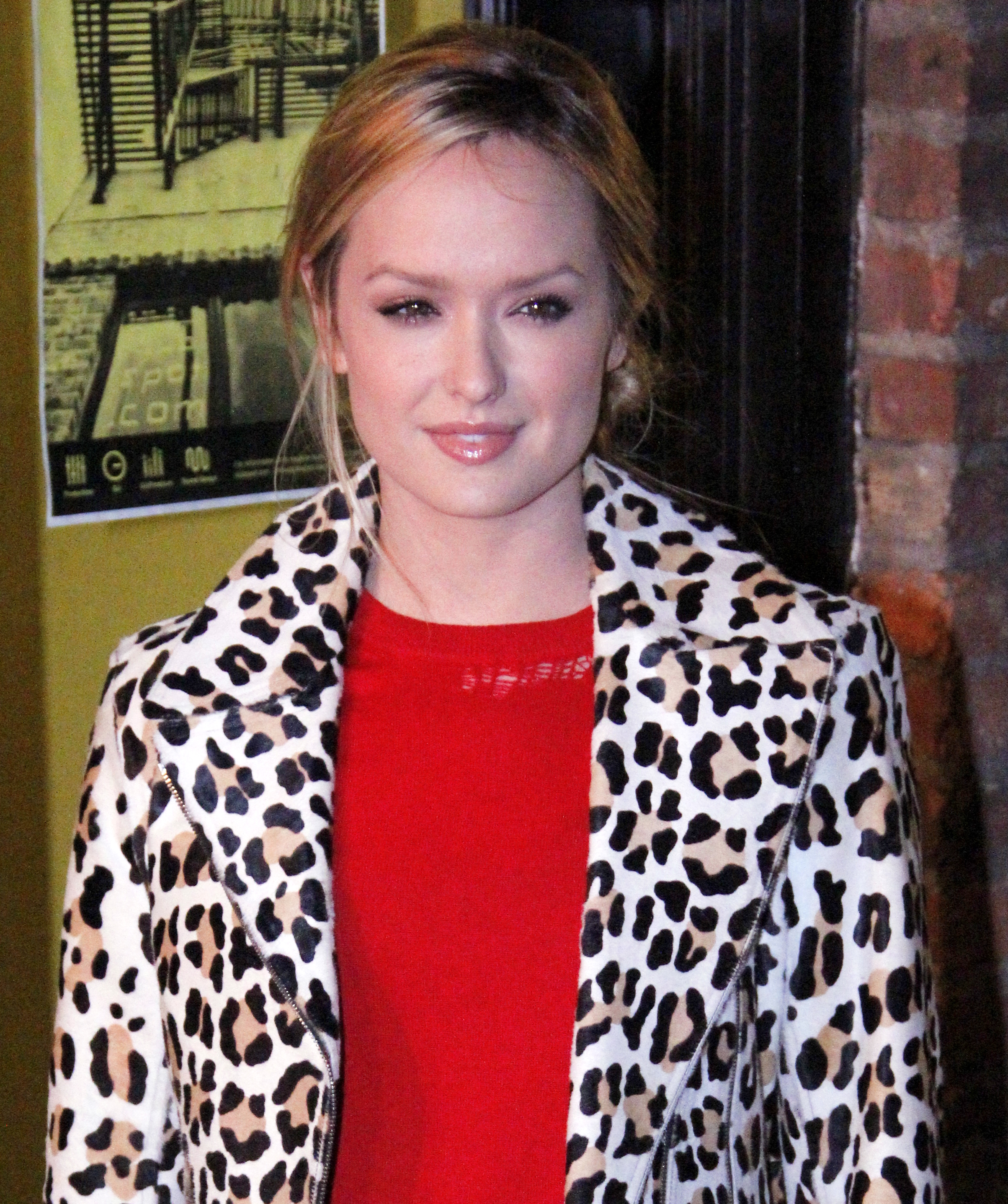
Kaylee DeFer (2011)

Kaylee Anne DeFer (* 23. September 1986 in Tucson, Arizona) ist eine US-amerikanische Schauspielerin.

## Leben und Karriere
DeFer besuchte die Pusch Ridge Christian Academy und Desert Christian High School. 2003 siedelte sie nach Los Angeles über um ihre Karriere als Schauspielerin voranzutreiben. 
DeFer brachte es zu mehreren Fernsehauftritten und spielte eine Hauptrolle im Film Underclassman. Einen weiteren Auftritt hatte sie im Film Flicka – Freiheit. Freundschaft. Abenteuer., mit Tim McGraw in der Hauptrolle. Des Weiteren spielte sie Hillary Gold in der Comedyserie Familienstreit de Luxe (Alternativtitel: Hinterm Sofa an der Front), die im Mai 2007 von Fox abgesetzt wurde. Von 2011 bis 2012 spielte sie die Rolle der Ivy Dickens in Gossip Girl.

## Filmografie (Auswahl)
- 2004: Drake & Josh (Fernsehserie, Episode 2x02)
- 2004: Quintuplets (Fernsehserie, 2 Episoden)
- 2004: North Shore (Fernsehserie, Episode 1x06)
- 2004–2005: The Mountain (Fernsehserie, 6 Episoden)
- 2005–2007: Familienstreit de Luxe (The War at Home, Fernsehserie, 44 Episoden)
- 2005: Listen Up (Fernsehserie, Episode 1x15)
- 2005: Underclassman
- 2006: Flicka – Freiheit. Freundschaft. Abenteuer. (Flicka)
- 2007: Shark (Fernsehserie, Episode 2x11)
- 2009: Ghost Whisperer – Stimmen aus dem Jenseits (Ghost Whisperer, Fernsehserie, Episode 4x12)
- 2009: Bones – Die Knochenjägerin (Bones, Fernsehserie, Episode 5x09)
- 2010: CSI: Miami (Fernsehserie, Episode 8x17)
- 2010: Ghosts/Aliens (Fernsehfilm)
- 2010, 2013: How I Met Your Mother (Fernsehserie, 2 Episoden)
- 2011: In My Pocket
- 2011: Renegade
- 2011: Red State
- 2011: Friends with Benefits (Fernsehserie, Episode 1x08)
- 2011–2012: Gossip Girl (Fernsehserie, 39 Episoden)
- 2012: Gedemütigt in Ketten – Nackt und hilflos (Layover aka Abducted)
- 2013: Darkroom – Das Folterzimmer! Zeit der Buße (Darkroom)